# Liste der Bodendenkmale in Brück
Die Liste der Bodendenkmale in Brück enthält alle Bodendenkmale der brandenburgischen Gemeinde Brück und ihrer Ortsteile auf der Grundlage der Landesdenkmalliste vom 31. Dezember 2020.
Die Baudenkmale sind in der Liste der Baudenkmale in Brück aufgeführt.
| Gemarkung                                                           | Flur                                           | Kurzansprache | Bodendenkmalnummer | Bemerkung | Bild |
| ------------------------------------------------------------------- | ---------------------------------------------- | --- | ------------------ | --------- | ---- |
| Baitz (Lage)                                                        | 4                                              | Gräberfeld Eisenzeit | 30002              |           |      |
| Baitz (Lage)                                                        | 3, 4                                           | Siedlung Bronzezeit, Siedlung Eisenzeit, Wüstung deutsches Mittelalter, Siedlung römische Kaiserzeit, Einzelfund slawisches Mittelalter                | 30003              |           |      |
| Baitz (Lage)                                                        | 3, 4                                           | Siedlung römische Kaiserzeit, Einzelfund slawisches Mittelalter                                                                                        | 30004              |           |      |
| Baitz (Lage)                                                        | 4                                              | Siedlung Eisenzeit, Siedlung slawisches Mittelalter | 30005              |           |      |
| Baitz (Lage)                                                        | 3, 4                                           | Siedlung römische Kaiserzeit, Siedlung slawisches Mittelalter                                                                                          | 30006              |           |      |
| Baitz (Lage)                                                        | 4                                              | Kirche deutsches Mittelalter, Siedlung slawisches Mittelalter, Kirche Neuzeit, Siedlung Urgeschichte, Dorfkern Neuzeit, Dorfkern deutsches Mittelalter | 31281              |           |      |
| Baitz (Lage)                                                        | 3                                              | Siedlung Urgeschichte | 31285              |           |      |
| Baitz, Kuhlowitz, Lüsse (Lage)                                      | 5, 1, 2, 1                                     | Grab Eisenzeit, Hügelgräberfeld Bronzezeit | 30331              |           |      |
| Borkheide, Borkwalde, Brück, Freienthal, Neuendorf bei Brück (Lage) | 1, 2, 10, 11, 12, 13, 14, 18, 9, 3, 8, 1, 5, 6 | Grenzmarkierung deutsches Mittelalter, Grenzmarkierung Neuzeit                                                                                         | 30021              |           |      |
| Brück (Lage)                                                        | 1, 10, 2                                       | Altstadt Mittelalter, Altstadt Neuzeit | 30000              |           |      |
| Brück (Lage)                                                        | 2                                              | Siedlung Mittelalter | 30019              |           |      |
| Brück (Lage)                                                        | 12, 14                                         | Siedlung deutsches Mittelalter, Burg deutsches Mittelalter                                                                                             | 30020              |           |      |
| Brück (Lage)                                                        | 1                                              | Siedlung Bronzezeit, Siedlung Mittelalter | 30024              |           |      |
| Brück (Lage)                                                        | 4                                              | Siedlung Eisenzeit, Siedlung slawisches Mittelalter | 30027              |           |      |
| Brück (Lage)                                                        | 5                                              | Siedlung Eisenzeit | 30320              |           |      |
| Brück (Lage)                                                        | 3                                              | Landwehr Mittelalter | 30321              |           |      |
| Brück (Lage)                                                        | 4, 5                                           | Siedlung deutsches Mittelalter, Siedlung Eisenzeit, Siedlung Bronzezeit                                                                                | 30540              |           |      |
| Brück (Lage)                                                        | 4, 5                                           | Dorfkern Mittelalter, Dorfkern Neuzeit, Siedlung Bronzezeit, Siedlung Eisenzeit                                                                        | 30691              |           |      |
| Brück, Trebitz (Lage)                                               | 4, 5, 6                                        | Siedlung Bronzezeit, Siedlung deutsches Mittelalter | 30026              |           |      |
| Gömnigk (Lage)                                                      | 1                                              | Gräberfeld Bronzezeit | 30289              |           |      |
| Gömnigk (Lage)                                                      | 2                                              | Siedlung Urgeschichte | 30291              |           |      |
| Gömnigk (Lage)                                                      | 2                                              | Siedlung Bronzezeit | 30292              |           |      |
| Gömnigk (Lage)                                                      | 1                                              | Gräberfeld Bronzezeit | 30295              |           |      |
| Gömnigk (Lage)                                                      | 1                                              | Dorfkern Mittelalter, Siedlung Bronzezeit, Dorfkern Neuzeit                                                                                            | 30296              |           |      |
| Gömnigk, Trebitz (Lage)                                             | 1, 7                                           | Landwehr Mittelalter | 30308              |           |      |
| Neuendorf bei Brück (Lage)                                          | 3                                              | Siedlung deutsches Mittelalter, Siedlung Urgeschichte                                                                                                  | 30064              |           |      |
| Neuendorf bei Brück (Lage)                                          | 3                                              | Gräberfeld römische Kaiserzeit | 30065              |           |      |
| Neuendorf bei Brück (Lage)                                          | 3, 5                                           | Dorfkern Mittelalter, Dorfkern Neuzeit | 30376              |           |      |
| Trebitz (Lage)                                                      | 7                                              | Dorfkern Mittelalter, Dorfkern Neuzeit | 30372              |           |      |